# Roderic Stanley Dallas
Roderic Stanley »Breguet« Dallas, avstralski častnik, vojaški pilot in letalski as, * 30. julij 1891, Mount Stanley, Queensland, Avstralija, † 1. junij 1918, Lievin, Francija.
Dallas je v svoji vojaški karieri dosegel 32 zračnih zmag.

## Odlikovanja
- Distinguished Service Order (DSO)
- Distinguished Service Cross (DSC) s ploščico